# Bucyrus (Ohio)
Bucyrus è una località degli Stati Uniti d'America, capoluogo della contea di Crawford, nello Stato dell'Ohio.